# Chorwoche
Als Chorwoche werden Veranstaltungen bezeichnet, bei denen sich eine größere Anzahl von Chorsängerinnen und Sängern oder Chören zu einem gemeinsam erarbeiteten Projekt zusammenfinden. Manche Chorwochen münden in ein öffentlich zugängliches Festival oder beinhalten auch einen Chorwettbewerb.
Einige Chorwochen sind zudem als eine Reihe von Chorkonzerten an aufeinander folgenden Tagen organisiert. Vereinzelt wird auch die intensive Probenarbeit eines einzelnen Chores so genannt.

## Bekannte Chorwochen
Zu den jährlich stattfindenden Veranstaltungen zählen unter anderem
- die jährliche Chorwoche des Kasseler Internationalen Arbeitskreises für Musik in Bad Harzburg (seit 1958 durch Hermann Kreutz)
- das Chorfestival Wien, das seit den 1990ern alljährlich Anfang Juni in verschiedenen Bezirken Wiens stattfindet
- die Rothenfelser Chorwochen unter Stefan Rauh
- die Chorwochen in Vierzehnheiligen (jährlich jeweils im Frühjahr und Herbst), organisiert vom Erzbistum Bamberg.

Weitere Chorwochen finden in unregelmäßigen Abständen statt, etwa
- * Die internationale Chorwoche „Time to celebrate“, die 2013 in Reutlingen rund 500 Teilnehmer versammelte, oder
- das Gospel-Festival „GospelOpen“ (2016 in Stuttgart).